# 希伯倫 (密蘇里州謝爾比縣)
希伯倫（英語：Hebron）是位於美國密蘇里州謝爾比縣的鬼鎮。

## 地理
希伯倫所處的海拔為高於海平面231米（即758英呎），而該地所採用的時區為UTC-6，即北美中部時區（CST）。同時該地設有夏令時間，為UTC-6調快一小時，即UTC-5（CDT）。